# Typhochrestus alticola
Typhochrestus alticola är en spindelart som beskrevs av Denis 1953. Typhochrestus alticola ingår i släktet Typhochrestus och familjen täckvävarspindlar.
Artens utbredningsområde är Frankrike. Inga underarter finns listade i Catalogue of Life.